# ريال مدريد موسم 2000–01
كان موسم 2000–01 هو الموسم الـ70 لنادي ريال مدريد لكرة القدم في الدوري الإسباني. تسرد هذه المقالة جميع المباريات التي لعبها النادي في موسم 2000–01، كما تظهر أيضًا إحصائيات لاعبي النادي.